# مزاج الخير (مسلسل)
مزاج الخير، مسلسل تلفزيوني مصري عرض في شهر رمضان عام 1434 هـ/2013، من إخراج مجدي الهواري، وتأليف أحمد عبد الفتاح.

## قصة المسلسل
تدور أحداث المسلسل في إطار الإثارة والتشويق، حول تاجر المخدرات أفندينا (مصطفى شعبان) الذي يحاول احتكار تجارة المخدرات، هذا مع وجود منافس قوي مثل المعلم (النوح) وابنه (براءة) اللذين يسعيان إلى الثأر لـ(غريب النوح) بعد أن قتله (أفندينا).

## بطولة
- مصطفى شعبان
- درة
- حسن حسني
- سميحة أيوب
- علا غانم
- محمود الجندي
- ياسمين الجيلاني
- محمد نجاتي
- عبير صبري
- منة فضالي
- محمد شومان
- محسن منصور
- مي سليم
- حسين الإمام
- محمود البزاوي
- نهلة زكي
- ياسر الطوبجي
- ضياء الميرغني
- إنجي علي
- بالإضافة إلى: أحمد حبشي - أحمد الحلواني - حسان العربي - فاتن شعبان - عفاف مصطفى - شريف باهر - هشام عطوة - أحمد بجة - أحمد طه - وليد الغزالي - عمرو سمير - هدى - أحمد الهواري - إبراهيم سعيد - محمد عبد الحافظ
- ضيوف الشرف: صبري عبد المنعم - أحلام الجريتلي - بدرية طلبة - محمد أبو الوفا - ثريا إبراهيم - عبد الرحمن حسن - أحمد دياب - حمدي السخاوي - رشا أمين - رانيا مسعد - ريهام غنيم